# Câlnic
Câlnic (Duits: Kelling, Hongaars: Kelnek) is een gemeente in Alba. De gemeente ligt in de regio Transsylvanië, in het westen van Roemenië.

## Bezienswaardigheid
In Câlnic bevindt zich een van de best bewaarde weerkerken in Transsylvanië. In 1993 werd de weerkerk opgenomen in de Werelderfgoedlijst samen met de weerkerken van Prejmer, Biertan, Viscri, Saschiz, Dârjiu en Valea Viilor.
De versterking werd voor het eerst vermeld in 1269 en was eerst de woonplaats van een adellijke familie. Die bouwde een slottoren, woonvertrekken, een kapel en een ringmuur met twee torens. In 1430 werd het geheel verkocht aan de plaatselijke gemeenschap die de vesting uitbreidde met een tweede ringmuur, een barbacane, een bastion en meerdere kamers. In die woonruimtes verbleven de dorpsbewoners in oorlogstijd. In vredestijd werden deze ruimtes als bewaarplaats gebruikt.

## Demografie
Eind 2011 telde Câlnic 1681 inwoners, wat een bevolkingsdichtheid van 38 inwoners/km² betekende.
Steden met gemeentestatus: Alba Iulia · Aiud · Blaj · Sebeș

Steden zonder gemeentestatus: Abrud · Baia de Arieș · Câmpeni · Cugir · Ocna Mureș · Teiuș · Zlatna

Gemeenten: Albac · Almaşu Mare · Arieșeni · Avram Iancu · Berghin · Bistra · Blandiana · Bucium · Câlnic · Cenade · Cergău · Ceru-Băcăinți · Cetatea de Baltă · Ciugud · Ciuruleasa · Crăciunelu de Jos · Cricău · Cut · Daia Română · Doștat · Fărău · Galda de Jos · Gârda de Sus · Gârbova · Hopârta · Horea · Ighiu · Întregalde · Jidvei · Livezile · Lupșa · Lopadea Nouă · Lunca Mureșului · Meteș · Mihalț · Mirăslău · Mogoș · Noșlac · Ocoliș · Ohaba · Pianu · Poiana Vadului · Ponor · Poșaga · Rădești · Râmeț · Rimetea · Roșia de Secaș · Roșia Montană · Sălciua · Săliștea · Sâncel · Săsciori · Sântimbru · Scărișoara · Stremț · Șibot · Sohodol · Șpring · Șugag · Șona · Unirea · Vadu Moților · Valea Lungă · Vidra · Vințu de Jos